# Protestos no Brasil contra a Copa do Mundo FIFA de 2014
Os protestos no Brasil contra a Copa do Mundo FIFA de 2014, conhecidos como "Não vai ter Copa", ou "Fifa go Home" foram parte de uma campanha contrária a realização do megaevento esportivo, realizada por diversos movimentos sociais em todo Brasil, principalmente nas capitais onde se realizaram os jogos. Tinham como principal crítica os altos gastos governamentais com a Copa em detrimento do baixo investimento em serviços públicos. Além disso, criticavam as remoções forçadas e falta de políticas em prol de moradia digna, a militarização urbana e a violência policial. Diversas categorias de trabalhadores também somaram reivindicações em prol de melhores condições de trabalho.

## Descrição
A Copa da Fifa 2014 esteve inserida em um ciclo de megaeventos esportivos no Brasil, e em especial na cidade do Rio de Janeiro, que acelerou a modelagem da cidade e o dia a dia das pessoas na preparação da cidade enquanto sede. Antes dos megaeventos, o Estado já vinha desenvolvendo um modelo de cidade-empresa nas capitais, cidades em prol do capital, porém usou estes como desculpa para agravar as desigualdades sociais e avançar processos que sem esses seriam mais complexos e demorados. Um exemplo, entre muitos outros casos, é a remoção da favela do Metrô-Mangueira, ou a desocupação da ocupação "Quilombo das Guerreiras" e da ocupação "Zumbi dos Palmares". Em todos os casos houve protestos e mobilizações, e seus moradores seguiram resistindo por vários anos as medidas repressivas e pelo direito a moradia digna.
Não houve grandes manifestações contrárias à realização do evento em 2007, quando o país foi escolhido como sede. Porém, com a aproximação do evento e o levante popular de 2013 (conhecidos como Jornadas de Junho), surgiu a palavra de ordem "Não vai ter copa". Já durante a Copa das Confederações, movimentos sociais passaram a se organizar para esta pauta, inclusive através da Internet. A página Movimento Anti-Copa de Decoração de Ruas foi criada no Facebook, atingindo mais de 15 mil curtidas em aproximadamente um mês.
Alguns protestos tiveram como um dos principais focos o abuso do gasto de dinheiro público, como com o estádio Itaquerão, onde o valor dos gastos foram inicialmente de 820 milhões de reais mas depois passou para 1,2 bilhões de reais, e obras públicas em hospitais e escolas não tiveram o mesmo investimento. Segundo a Pew Research, 61% dos entrevistados na época achavam que sediar a Copa teria impactos negativos.
Os protestos foram convocados por redes sociais e panfletagens. No dia 26 de maio de 2014, as manifestações se aproximaram pela primeira vez da delegação da Seleção Brasileira de Futebol no Rio de Janeiro, quando professores grevistas colaram adesivos escritos "Não vai ter copa" no ônibus oficial da seleção que se dirigia para a Granja Comary, em Teresópolis. "Pode acreditar, educador vale mais do que o Neymar" gritavam os professores em greve. O veículo teve que pegar uma rota alternativa para fugir do bloqueio dos manifestantes. Houve uma correria, mas sem registro de algum grande incidente.
Pichações foram um tipo de ação direta realizado pela campanha "Não vai ter copa". Um painel gigante com grafites feitos em alusão a copa do mundo de propriedade do Metrô de São Paulo, próximo ao estádio Itaquerão, foi pichado no dia 6 de junho.
O movimento social denominado Frente Independente Popular (FIP), no Rio de Janeiro, foi um dos poucos grupos organizados capazes de realizar de forma mais efetiva uma campanha nas ruas contra a Copa da Fifa 2014, não a toa a partir de então sofreu uma grande criminalização midiática e violenta repressão, o que acarretou sua desmantelação após a Copa.

## Histórico

### Antes do início da Copa do Mundo
Em 25 de Janeiro, em São Paulo, uma manifestação contra a copa foi violentamente reprimida. Manifestantes atacaram e depredaram símbolos do capítal e poder: agências de bancos, concessionária de automóveis, lanchonete do Mc Donalds, carro de polícia. O confronto foi noticiado internacionalmente. Videos foram publicados na mídia mostrando a polícia militar atirando com balas de borracha em jovens detidos deitados no chão. 128 pessoas foram detidas.

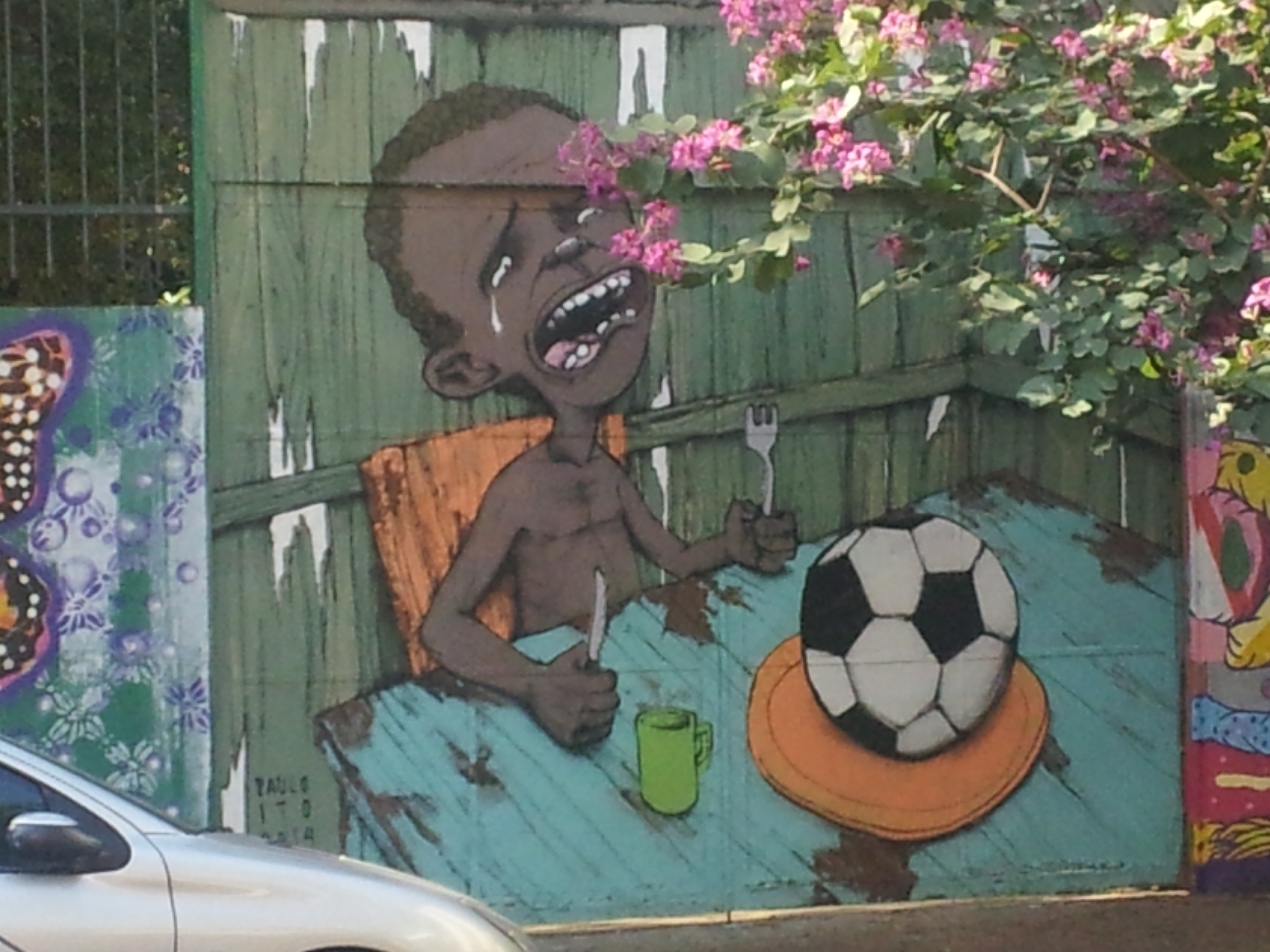
Grafite em São Paulo criticando os gastos com a Copa do Mundo.

Em 27 de maio, um protesto terminou em confronto com a Polícia Militar na área central de Brasília - DF. Os manifestantes chegaram a fechar as seis faixas do Eixo Monumental, no sentido Torre de TV, o que gerou um grande congestionamento. Segundo a PM, cerca de 2,5 mil pessoas participaram da manifestação, entre as quais um grupo de 300 indígenas que desembarcou na capital federal para protestar contra mudanças nas regras de demarcação de terras indígenas. Para evitar que a manifestação chegasse na Arena, a polícia iniciou o confronto atirando bombas de gás lacrimogênio e efeito moral. Indígenas cercaram a cavalaria da policia e a impediram de atacar os manifestantes. Ao menos um policial foi atingido com uma flecha na perna. O ato ocorreu durante o encerramento da visitação pública à Taça da Copa do Mundo, que teve que ser interrompida e encerrada antecipadamente.
Em 31 de maio, em um ato em São Paulo, a Polícia Militar usou pela primeira vez o exoesqueleto - armadura apelidadada de "Robocop", e a "Tropa do Braço" - policiais treinados em artes marciais, para reprimir a manifestação.

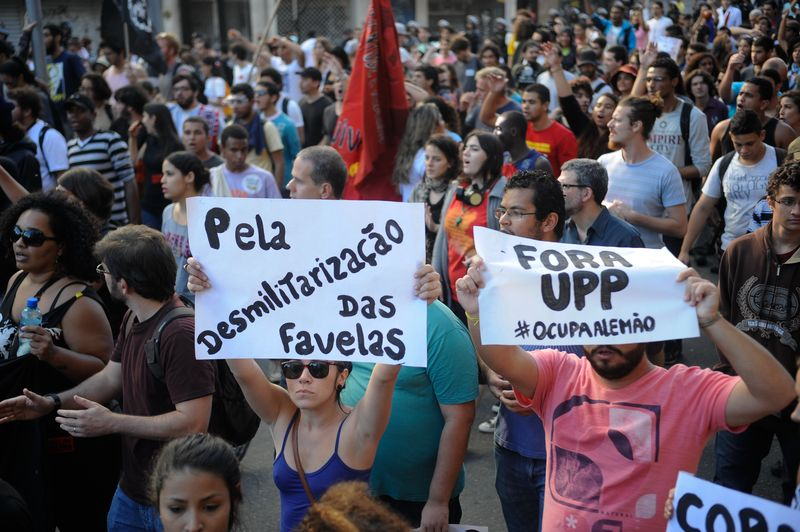
Em protesto contra a Copa, manifestantes seguram cartaz pedindo fim das Unidades de Polícia Pacificadoras - UPP e desmilitarização das favelas

Milhares de soldados do exército brasileiro foram enviados para as cidades-sede, fornecidos pela então presidente Dilma Rousseff (Partido dos Trabalhadores) para atuação integrada com as polícias locais.

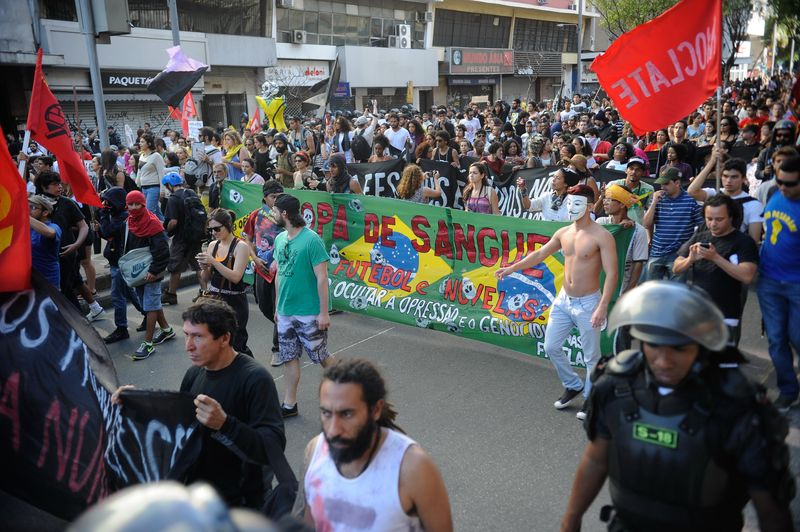
Em ato contra a Copa, manifestantes exibem faixa com os dizeres "Copa de Sangue: futebol e novelas para ocultar a opressão e genocídios nas favelas"

Em 3 de junho de 2014, um novo protesto em frente ao hotel onde a seleção se concentrou em Goiás para um amistoso contra o Panamá, gerou um momento de tensão quando a polícia tentou expulsar os manifestantes do canteiro central. Os manifestantes, ligados a grupos sindicais e partidos de esquerda, ergueram faixas contra a organização do Mundial no Brasil e pediram a mesma valorização a professores e profissionais da saúde.
Em 4 de junho, cerca de 25 mil manifestantes fecharam várias ruas principais na capital de São Paulo, em protesto chamado pelo Movimento dos Trabalhadores Sem-Teto (MTST), com o apoio do Movimento Passe Livre e outros movimentos sociais. A campanha foi denominada "Copa Sem Povo, tô na Rua de Novo", reivindicando que fosse destinado para moradia popular o terreno da "Ocupação Copa do Povo", em Itaquera. Após este, outros protestos semelhantes foram organizados.
Um dia antes da abertura da Copa do Mundo, em 11 de junho, na cidade de Belo Horizonte, uma manifestação se dirigiu à praça da Liberdade, onde se encontrava o relógio da Copa. Entretanto, a Polícia Militar fez um cerco de proteção em volta deste, impedindo a aproximação e que o relógio fosse atacado. Iniciou-se um confronto e manifestantes depredaram agências bancárias, lojas e prédios comerciais próximos. Ao menos um carro de polícia também foi depredado. Após, seguiram para a Sede da prefeitura, a qual também atacaram e picharam. Desde então, a polícia passou a praticar uma estratégia chamada de "envelopamento", que consiste em colocar um número superior de policiais em relação ao de manifestantes já na concentração do ato, fazendo revistas e detenções, assim como impedindo o ato de sair do local incial.
Em documentos sigilosos, divulgados somente em 2021, o Estado evidencia receio de uma aproximação entre os "rolezinhos"- movimento cultural onde jóvens periféricos se encontravam para se divertirem em estacionamentos de shopping centers - e os black blocs, tática de autodefesa usada por manifestantes. O principal receio era da identificação desses jóvens com movimentos sociais contra a Copa da Fifa 2014, transformando os rolezinhos em um movimento também político-ideológico. Esse temor surgiu com os distúrbios ocorridos após um rolezinho ter sido reprimido em São Paulo, e posterior publicização do ocorrido, fato que fez com que esse termo em questão tivesse uma grande alta nas buscas na internet. A exacerbada vigilância aos rolezinhos, ocorrida após este fato, pode ser diagnosticada como pertencente a um capitalismo de vigilância.

### Durante a Copa do Mundo

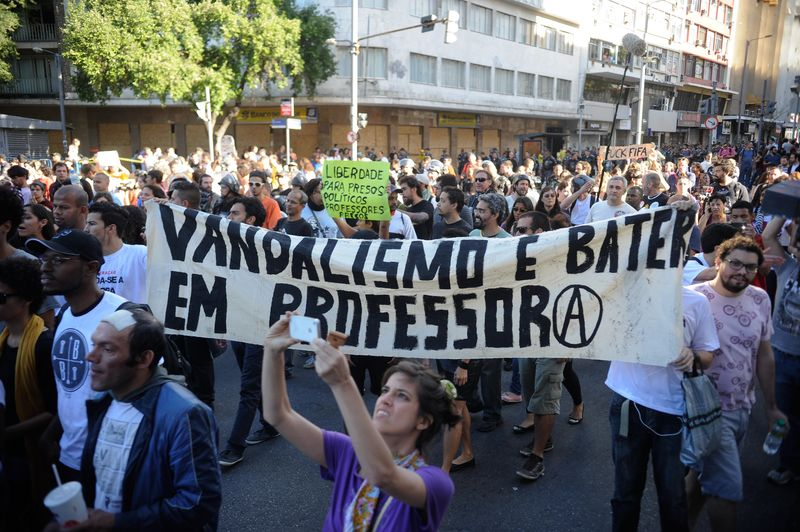
Em protesto contra a Copa, manifestantes seguram uma faixa com os dizeres "Vandalismo é bater em professor", denunciando as agressões sofridas por professores em um ato contra a copa convocado pelo SEPE, sindicato de profissionais da educação do Rio de Janeiro

Apesar de membros do governo, como o ministro do esporte, Aldo Rebelo, alegarem que as manifestações de 2013 não iriam durar até a Copa do Mundo, os protestos ocorreram em diversas cidades-sedes do torneio. Esse cenário já era previsto pelas forças de segurança do mundial, sendo que este foi um dos maiores focos de treinamento e investimento. As manifestações populares tiveram uma dimensão muito menor em relação aos protestos de junho de 2013, mas houve conflitos com as forças policiais em quase todas as cidades-sede, como São Paulo, Rio de Janeiro, Belo Horizonte, Brasília, Porto Alegre e Fortaleza. Não houve confrontos em Salvador e Manaus. Entre 5 de junho a 6 de julho de 2014, foram agendadas 144 manifestações, a maioria no Rio de Janeiro, São Paulo e Belo Horizonte.
Em 15 de junho de 2014, no Rio de Janeiro, no dia do primeiro jogo da copa nesta cidade, uma manifestação que saiu da praça Saens Peña, após "driblar" os cercos policiais no entorno do Maracanã, chegou a uma quadra do estádio, sendo recebida com bombas de gás lacrimogênio e bombas de efeito moral, sprays de pimenta e balas de borracha, lançadas e atiradas por um bloqueio da tropa de choque. Em resposta, pedras e coqueteis molotvs teriam sido jogados contra o bloqueio, barricadas foram improvisadas no meio da rua e vidraças e caixas de bancos teriam sido destruídos.
Na capital paulista, a cidade-sede do jogo inaugural do campeonato, houve uma forte e violenta repressão contra os manifestantes por parte da Polícia Militar. O governador Geraldo Alckmin (PSDB) prometeu investigar essas ilegalidades. As manifestações ganharam repercussão na mídia internacional, como na BBC e na CNN.

Na primeira semana da Copa, houve mais de 20 protestos e 180 detidos, boa parte terminando com repressão policial.

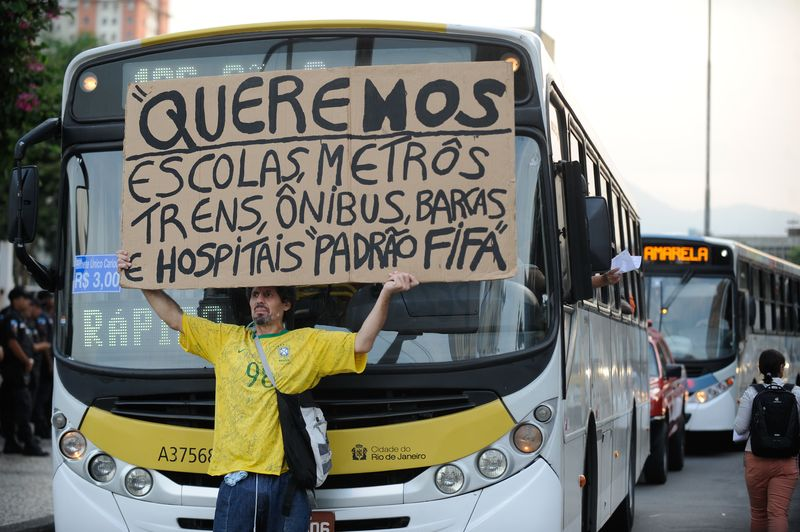
Manifestante segurando uma placa ironizando o contraste de qualidade entre os estádios de futebol, feitos sobre o padrão estabelecido pela FIFA, com os serviços públicos

Em Porto Alegre, no dia 23 de Junho de 2014, manifestantes se reuniram no Camelódromo e de lá tomaram a Avenida Borges de Medeiros, sendo acompanhados por um contingente de cerca de mil policiais militares (PMs), conforme a Brigada Militar. Sempre entoando cânticos contra a Copa, o bloco seguiu até o bairro Cidade Baixa, encerrando a manifestação sem maiores conflitos com a polícia ou depredações. Apenas um manifestante foi preso por esvaziar os pneus de uma viatura.
Ainda no dia 23 de Junho, em São Paulo, manifestantes reuniram-se na Avenida Paulista (ponto tradicional de protestos) Durante os protestos, um policial não identificado atirou para o alto durante prisão de um jovem. Denominado 11º ato contra a Copa em São Paulo, ao menos três pessoas foram presas no ato, entre elas o manifestante Rafael Lusvarghi, de 29 anos que, em protesto em 12 de julho, recebeu um jato de spray de pimenta nos olhos. A PM paulista através do tenente coronel José Eduardo Bexiga, comandante da operação, disse que não sabia sobre os disparos e que tampouco havia sido informado sobre os disparos efetuados por um suposto policial civil. "Pergunta para a Polícia Civil", limitou-se a responder, aos ser questionado sobre o incidente.
Belo Horizonte teve manifestações após o desmoronamento de um viaduto na Avenida Dom Pedro I no dia 3 de julho, matando duas pessoas e ferindo 23. O site da construtora responsável foi derrubado por hackers, e no dia 5 de julho manifestantes protestaram na sede da empresa. No dia 9, as famílias das vítimas marcharam em passeata após a missa de sétimo dia.
Em 13 de Julho, o polícia feriu ao menos dez jornalistas por estilhaços de bombas de gás lacrimogênio e golpes de cassetete durante uma manifestação no Rio de Janeiro marcada para coincidir com a final da Copa do Mundo. O protesto foi violentamente reprimido pela Polícia Militar, com um método conhecido internacionalmente como kettling, que sonsiste em cercar totalmente os manifestantes e impedir que saíssem ou entrassem da Praça Saens Peña, na Tijuca, a menos de dois quilômetros do estádio do Maracanã, para onde queriam marchar. A Polícia Militar afirmou à BBC Brasil que encaminharia à Corregedoria denúncias de abusos de policiais. A BBC Brasil e o restante da imprensa nacional e internacional presentes à manifestação testemunharam cenas de violência contra ativistas e jornalistas. No dia anterior, 19 pessoas foram presas em suas casas e mais 7 ficaram foragidas, acusadas pela polícia de organizarem atos violentos. Estas, foram soltas alguns dias depois, sendo beneficiadas por um habeas corpus, porém até 2021, a maior parte ainda respondia a processos.

## Críticas

### Declarações de personalidades públicas

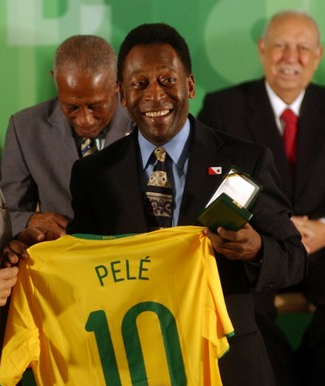
O ex-jogador de futebol brasileiro Pelé chegou a afirmar sobre as manifestações: "Faltam 10 meses para começar a Copa. Não vai dar tempo para ver o que foi gasto. Então vamos aproveitar para arrecadar com turismo e compensar o dinheiro que foi roubado dos estádios."

No dia 19 de junho de 2013, Pelé declarou, em vídeo gravado para a Globo (TV Tribuna, afiliada) e divulgado na internet, onde afirmou que os brasileiros deveriam deixar de lado as manifestações e apoiar a seleção. Ao invés de acalmar, gerou mais indignação, como por exemplo, a de Romário, que mandou o Pelé calar a boca. No dia 20 de junho de 2013, manifestantes da cidade-natal de Pelé, Três Corações, "amordaçaram" a estátua do ex-jogador, amarrando um cartaz na boca dela com os dizeres "Sou Tricordiano, mas Pelé não me representa".
Pelo Facebook, no dia seguinte, Pelé disse, em inglês e português, ter sido mal-interpretado: disse ser 100% a favor da manifestação e que solicitou apenas que não se descontasse na seleção o descontentamento, vaiando a eles.
Ronaldo foi outro alvo de críticas pelos manifestantes após uma declaração sua de 2011 ser relembrada na internet, aonde ele dizia que "com hospitais não se faz Copa do Mundo". Manifestantes levaram cartazes com dizeres, entre outros "Ronaldo, sem hospitais como os travestis vão operar?", em alusão à confusão de alguns anos atrás entre travestis e o ex-jogador. Em Fortaleza, o ex-jogador foi chamado de babaca pelos manifestantes. No dia 20, Romário postou um vídeo resposta em seu Facebook gravado pelo pai de uma filha deficiente física supostamente por causa de falhas no sistema de saúde. Disse, entre outras coisas, que um bom atendimento ao turista inclui também ter hospital, e que por isso também pode ser considerado parte da Copa do Mundo.
Ronaldo se defendeu das críticas dizendo que o vídeo está fora de contexto, e que a edição é tendenciosa ao removê-lo e fazer o vídeo parecer daquela semana. Disse também que, como o país não sedia Copa do Mundo desde 1950 e que nem por isto atingiu-se excelência em nenhuma causa social prioritária, como educação, saúde, transportes, etc, ao passo que a Copa é chance de atrair investimento. Afirmou sentir orgulho de ver os protestos e que espera que se espalhem, cobrando todos os anos uma gestão melhor do dinheiro público.